# Abel Serdio Guntín
Abel Serdio Guntín (geboren am 16. April 1994 in Avilés) ist ein spanischer Handballspieler, der auf der Spielposition Kreisläufer eingesetzt wird.

## Vereinskarriere
Serdio spielte in der Liga Asobal bei Juanfersa Comunicalia. Von dort wechselte er im Jahr 2016 zu Recoletas Atlético Valladolid. Ab Sommer 2018 lief er für den FC Barcelona auf, mit dem er in den Spielzeiten 2018/2019 und 2019/2020 spanischer Meister wurde. Im Juni 2020 wechselte er nach Polen zum Verein Wisła Płock, mit dem er 2022, 2023 und 2024 den polnischen Pokal sowie 2024 und 2025 die Meisterschaft gewann.
Mit den Teams aus Barcelona und Płock nahm er an europäischen Vereinswettbewerben teil.

## Auswahlmannschaften
Abel Serdio Guntín stand im Aufgebot spanischer Nachwuchsauswahlmannschaften. Sein erstes Spiel für Spanien absolvierte er am 10. Januar 2014 mit der junior selección gegen die Auswahl Frankreichs. Als Jugendnationalspieler wurde er mit der Auswahl Spaniens Dritter bei der U-20-Europameisterschaft in Österreich (2014) und nahm an der Junioren-Weltmeisterschaft in Brasilien (2015) teil. In 38 Spielen bis August 2015 in den Nachwuchsteams erzielte er 22 Tore.
Seinen ersten Einsatz für die spanische A-Nationalmannschaft hatte er am 24. Oktober 2018 gegen Schweden. An einer Weltmeisterschaft nahm er erstmals im Januar 2023 in Polen und Schweden teil. Mit der spanischen Auswahl zur Weltmeisterschaft 2023 gewann er die Bronzemedaille. Mit der spanischen Olympiamannschaft 2024 gewann er auch die Bronzemedaille bei den Olympischen Spielen. Er gehörte zum spanischen Aufgebot zur Weltmeisterschaft 2025 (18. Platz).